# Козацький двір
Козацький двір — музейний комплекс у місті Батурині Ніжинського району Чернігівської області, входить до складу Національного історико-культурного заповідника «Гетьманська столиця». Являє собою реконструкцію батуринської садиби другої половини ХІХ століття. Загальна площа садиби — 0,0735 га. У ній знаходяться чотирикамерна хата із сіньми, світлицею та коморою, господарські спруди — клуня і погріб, а також криниця.

## Історія створення
Створення музейного комплексу «Козацький двір» бере початок у 2015 році, коли для цієї мети доброчинець подарував садибу біля майдану Гетьманської Слави.
Впродовж 2015—2021 рр. велися роботи з реконструкції хати, господарських споруд та території садиби, розроблялася концепція музейного комплексу. У цей час були проведені роботи з мурування печі, влаштування підлоги, декорування зовнішніх та внутрішніх стін глиною, побілка, облаштування цоколя та ґанків, монтаж інженерних комунікацій у хаті. Було побудовано клуню, відремонтовано погріб, зведено огорожу в традиціях будівництва другої половини ХІХ століття. Насамкінець було облаштовано двір: виконано планування території, завезено землю, висаджено плодові дерева та кущі, лікарські рослини, квіти і городину.
4 червня 2021 року музейний комплекс було відкрито для відвідування.

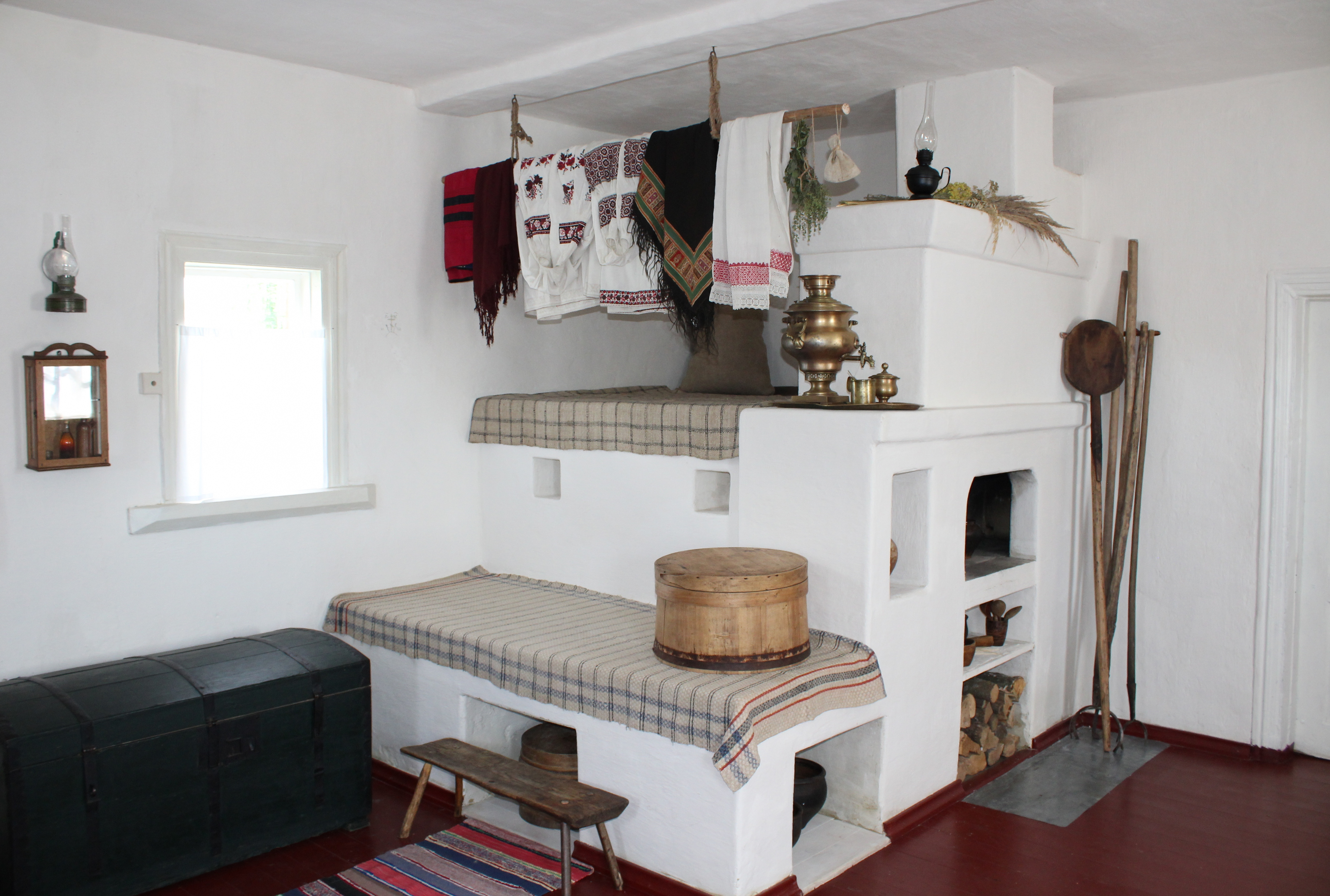
Піч у хаті «Козацького двору».

## Експозиція
Світлиця — серце хати. Тут знаходяться два сакральні центри будинку — покуть і піч. Висвітлено життя українців через призму батуринської родини козацького стану. На чільному місці знаходиться портрет Т. Шевченка.

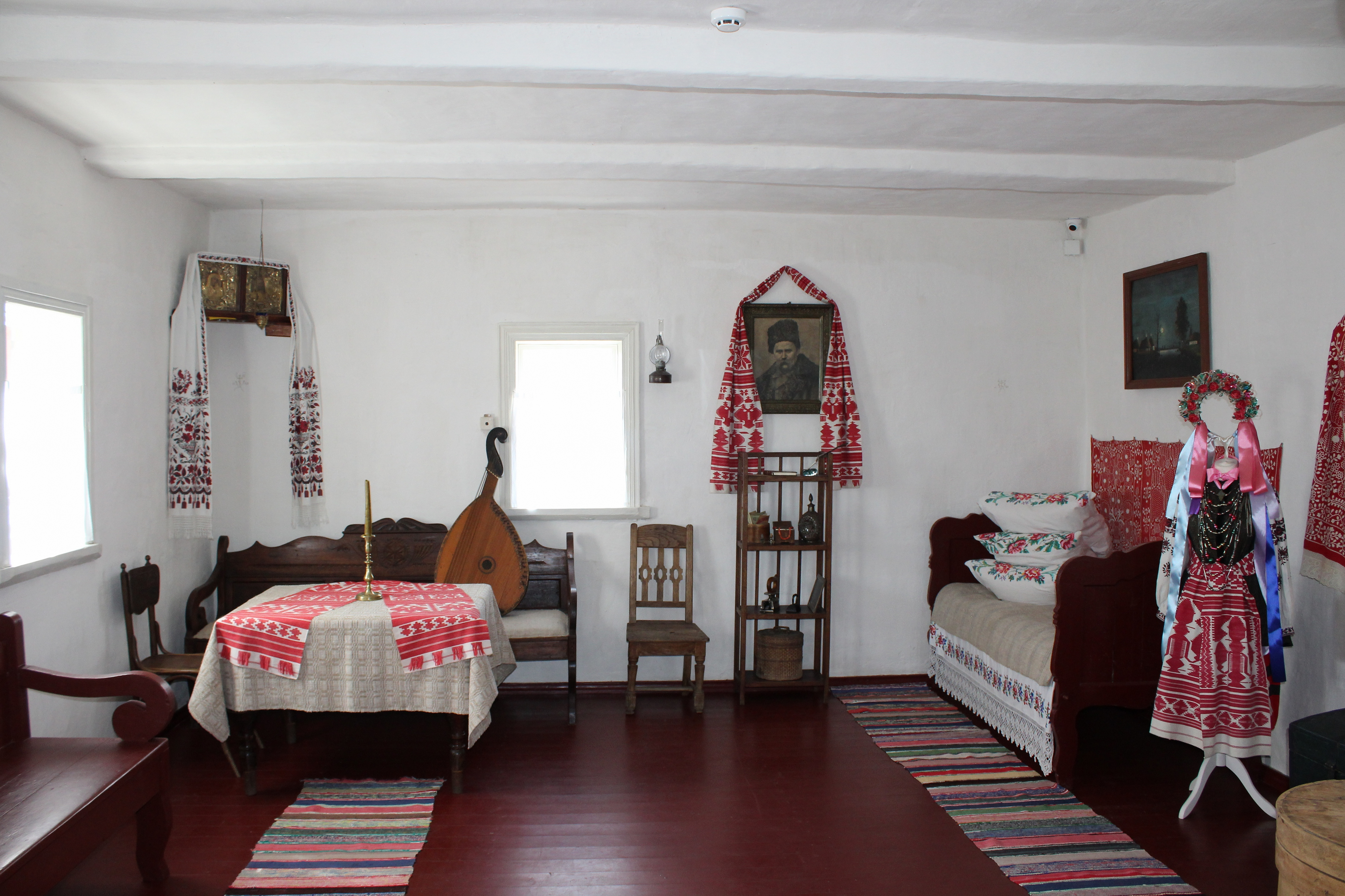
Світлиця.

Комора. В експозиції висвітлено риси заможності родини.

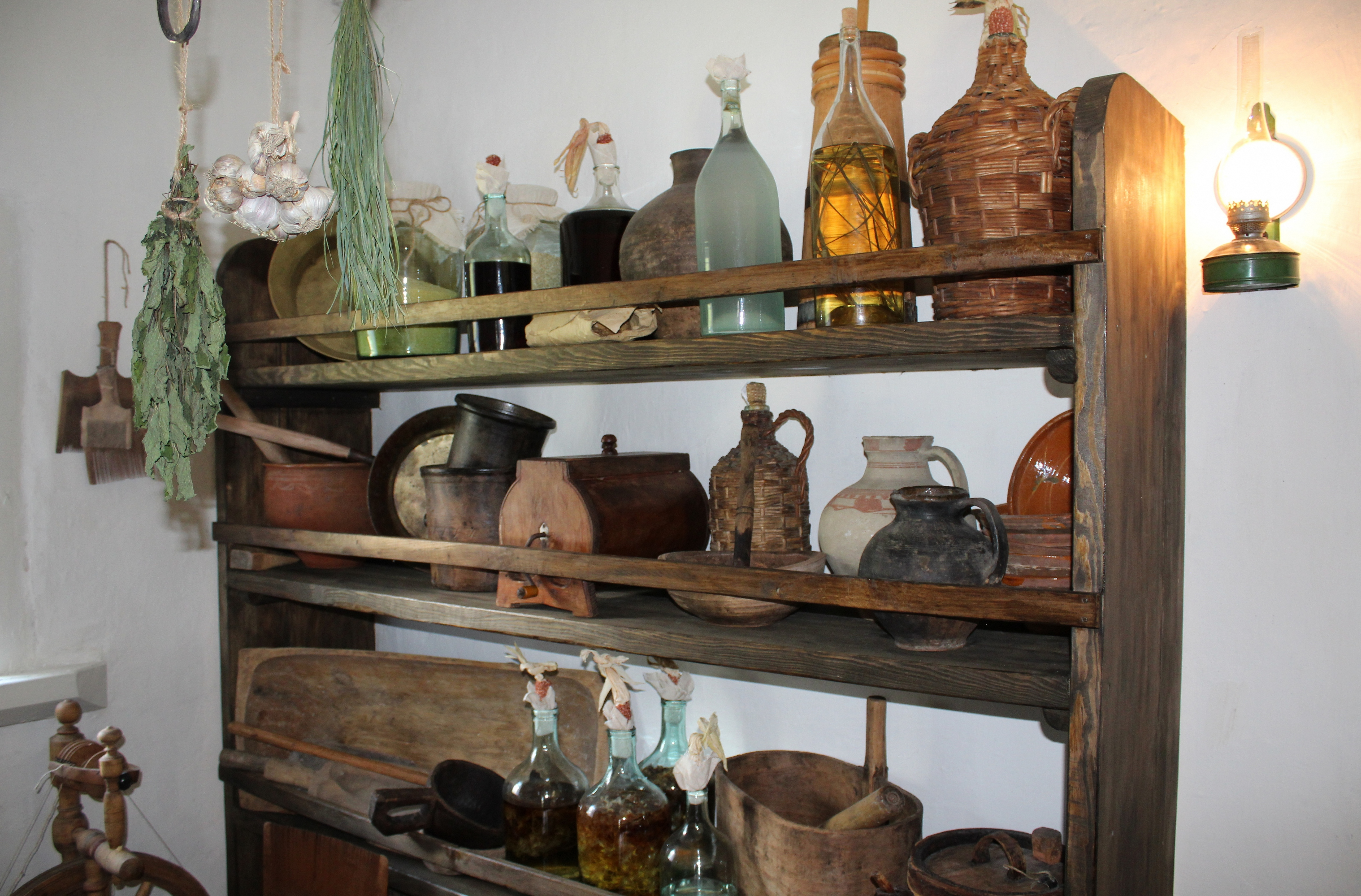
Комора у хаті «Козацького двору».

Клуня. В господарській будівлі на території двору представлено сільськогосподарський реманент, теслярські знаряддя, ручний млин, що були у вжитку козацької родини ХІХ століття.
Жорна батуринських млинів кінця XVII — початку XX століття. Експозиція розповідає про млинарський комплекс Батурина від часів гетьмана І. Мазепи та гетьмана К. Розумовського до другої половини XIX століття.
Двір. Представлено лікарські трави, гастрономічні уподобання українців другої половини XIX століття, традиції облаштування господи.